# Xenograpsidae
Xenograpsidae is een familie van kreeftachtigen uit de klasse van de Malacostraca (hogere kreeftachtigen).

## Geslacht
- Xenograpsus Takeda & Kurata, 1977